# Marion Jones (tenista)
 Marion Jones Farquhar  (nascida em 2 de novembro de 1879 em Gold Hill, Nevada, Estados Unidos – 14 de março de  1965) foi uma tenista estadunidense. Ela ganhou os títulos de singulares no US Open de tênis  em 1899 e 1902.  O nome dela foi incluído no International Tennis Hall of Fame em 2006.

## Biografia
Jones era filha do senador do Nevada  John Percival Jones co-fundador da cidade de Santa Mônica e de Georgina Frances Sullivan. 
Marion Jones  foi a primeira californiana a alcançar a final feminina do U.S. Tennis Championships em 1898.  Ela venceu o título em 1899 e 1902. Nos Jogos Olímpicos de Verão de 1900, ela foi a primeira norte-americana a conquistar uma medalha olímpica. Em 1900, Marion Jones foi a primeira não-britânica a vencer o Torneio de Wimbledon.
Jones casou-se com o arquiteto Robert D. Farquhar em Nova Iorque, em 1903. Eles tiveram três filhos: David Farquhar (1904 – ), John Percival Farquhar (1912 – ) and Colin Farquhar (1913 – ).  Entre  1920 e 1961 Marion Jones  viveu em  Greenwich Village, onde ficou bem conhecida como violinista e treinadora de voz. Ela também traduziu libretos de ópera e foi mesmo a chefe da   New York Chamber Opera. Em 1961, partiu para Los Angeles, onde viveu até à sua morte.

## Grand Slam doubles record

### U.S. Championships
- Women's doubles champion: 1902
- Mixed doubles champion: 1901

## Grand Slam singles finals

### Vitórias (2)
| Ano  | Campeonato             | Adversária      | Score no final   |
| 1899 | U.S. Championships     | Maud Banks      | 6–1, 6–1, 7–5    |
| 1902 | U.S. Championships (2) | Elisabeth Moore | 6–1, 1–0 retired |

### Finalista vencida(2)
| Ano  | Campeonato         | Adversária        | Score na final          |
| 1898 | U.S. Championships | Juliette Atkinson | 6–3, 5–7, 6–4, 2–6, 7–5 |
| 1903 | U.S. Championships | Elisabeth Moore   | 7–5, 8–6                |